# 佐佐木功
佐佐木功（日语： Sasaki Isao，1942年5月16日—）是日本歌手、演員、聲優。本名（讀音相同）。

## 經歷
生於東京都，住在千葉縣市川市。
私立曉星小學校、私立武藏中學校·高等學校畢業。成績優秀，原本以東京大學當做升學的目標，但是最後並沒有升學。
在就讀武藏高校時，就開始從事歌手的活動，在1960年推出『你就是真愛』（翻唱自貓王的曲目）一曲以Rock-a-Billy歌手身分出道，被稱為日本的貓王。之後以出演新劇與音樂劇為大宗，以演員工作為主要活動。
1972年，以聲優身份為龍之子製作公司製作的『科學小飛俠』的「大明」一角配音，翌年擔任『新造人間凱翔』的主題曲演唱，從此成為動畫歌手，演唱大量動畫與特攝電視劇主題曲。1974年時，因為演唱電視動畫「宇宙戰艦大和號」的主題曲而風靡一時，創造百萬銷售量的紀錄。
之後也以演員、歌手、旁白等身分活躍，後來又專門在西洋電影裡為席維斯·史特龍與克里斯多夫·李維等人飾演的角色配音。
現任妻子為聲優上田美由紀，兩人於1981年各自帶著自己的孩子再婚。後來他們將這段辛苦的故事於1986年著成「攜子再婚的單程票」（與妻子共著）出版。
興趣是音響、家庭劇院等物，他曾經多次登上相關的專業雜誌。
以往他使用漢字本名“佐佐木功”為擔任演員工作時的名字，但在聲優與演唱的工作時則使用平假名為藝名，自2004年起他統一以為藝名。之後他曾經在一個歌唱節目中表示，這是為了懷念自己曾經生逢Rock-a-billy大流行的年代，是那個美好時光的見證人。

## 演出作品

### 電影
- 『白晝的陷阱』
- 『假面騎士ZO』
- 『太陽的墓場』
- 『特搜戰隊刑事連者 THE MOVIE[[[Wikipedia:格式手册/链接#章節|錨點失效]]]』（只有聲音登場）
- 『OOO·电王·All Riders Let's Go Kamen Riders』（飾演中年的直樹，在電影末尾登場）

### 電視劇
- 『妖術武藝帳』（1969年，主演）
- 『八代將軍吉宗』（1995年NHK大河劇　神尾春央）
- 『德川慶喜』（1998年NHK大河劇　脇坂中務大輔安宅）
- 『葵德川三代』（2000年NHK大河劇　細川忠興）
- 『新選組！』（2004年NHK大河劇　內山彥次郎）
- 『天地人』（2009年NHK大河劇　大道寺政繁）
- 『警衛人』第48話「結婚的秘密」、第66話「直達沖繩」（1966年、大映電視室、TBS）
- 『奔紅』
- 『怪奇大作戰』第14話「晚安」
- 『恐怖劇場　失調』第13話「蜘蛛之女」
- 『晚會的盡頭』（榎本武揚）
- 『巨獸特搜傑斯比翁』
- 『古畑任三郎』
- THE FISHING（旁白、有時本人也會出演）
- 大家都是馬蓋先
- 午後は○○おもいッきりテレビ

### 電視動畫
- 『科學小飛俠』系列（大明）

※自第二部起也負責演唱主題曲。擔任第一部配音時使用漢字姓名「佐佐木功」，第二部與《F》時開始使用平假名「ささきいさお」。
- 『宇宙戰艦大和號2』（齊藤始）
- 『愛的騎士』（加藤剛）
- 『三國演義』（呂布）
- 『自稱賢者弟子的賢者』（鄧不利夫）
- 『極速星舞』（九頭龍豪志）

### 動畫電影
- 『再見了宇宙戰艦大和號 愛的戰士們』（齊藤始）
- 『宇宙戰艦大和號 完結篇』（島大介）※代演
- 『Princess Principal Crown Handler 第4章』（特納[1]）

### 電影與影集配音
- 『洛基』（洛基・巴波亞）
- （約翰・藍波）
- 『大開殺戒』（傑克・卡特）
- 『超人』（超人／克拉克・肯特）
- 『霹靂遊俠』（李麥克）
- 『宇宙戰艦大和號』（解說）
- 『霹靂遊俠NEXT(2008)』（李麥克）（只在序章・後篇登場）

## 代表曲
- 『風の会話』（三國演義主題曲）
- 『G.I.Blues』
- 『Rock・Fly・Baby』
- 『宇宙戰艦大和號』（宇宙戰艦大和號）
- 『由大和放入愛』（宇宙戰艦大和號。澤田研二於1978年為動畫電影《さらば宇宙戦艦ヤマト 愛の戦士たち》所唱的主題曲，由大野克夫作曲，POLYDOR發行）
- 『行け行け飛雄馬』（新巨人之星）
- 『ゲッターロボ!』（蓋特機器人）
- 『たたかえ! キャシャーン』（新造人間凱翔）
- 『秘密戰隊五連者』（秘密戰隊五連者）
- 『宇宙鐵人』（宇宙鐵人）
- 『とべ! グレンダイザー』（UFOロボ グレンダイザー）
- 『大空魔竜ガイキング』（大空魔竜ガイキング）
- 『斗え!!超神ビビューン』（超神ビビューンOP）
- 『すきだッ ダンガードA』（惑星ロボ ダンガードA）
- 『われらガッチャマン』（科學小飛俠Ⅱ）
- 『ガッチャマンファイター』（科學小飛俠Ｆ（ファイター））
- 『戦え!レッドタイガー』（UFO大戦争戦え!レッドタイガーOP）
- 『立て! 闘将ダイモス』（闘将ダイモス）
- 『銀河鐵道999』（銀河鐵道999）
- 『加油! 宇宙的戰士』（宇宙大帝ゴッドシグマ）
- 『進め!ゴレンジャー』（與堀江美都子合唱。秘密戰隊五連者OP）
- 『秘密戰隊五連者』（こおろぎ'73の「バンバラバンバンバン」が有名な秘密戰隊五連者初期ED）
- 『見よ!ゴレンジャー』（秘密戰隊五連者後期ED）
- 『ジャッカー電撃隊』（ジャッカー電撃隊OP）
- 『いつか、花は咲くだろう』（ジャッカー電撃隊ED）
- 『ウルトラマンの歌』（実相寺昭雄監督作品ウルトラマン主題歌／with 哥倫比亞搖籠會）
- 『ぼくらのウルトラマン』（ウルトラ6兄弟VS怪獣軍団主題歌／with 哥倫比亞搖籠會）
- 『ザ☆ウルトラマン』（ザ☆ウルトラマンOP／with 哥倫比亞搖籠會）
- 『耀け！8人ライダー』（仮面ライダー 8人ライダーVS銀河王主題歌／with ザ・チャープス）
- 『君の青春は輝いているか』（超人機メタルダーOP）
- 『ウルトラセブンの歌99』／『ウルトラセブンのバラード』（ウルトラセブン1999最終章6部作主題歌）
- 『ミッドナイトデカレンジャー』（特捜戦隊デカレンジャーED／with 森の木児童合唱団)

等多數

### 廣告歌曲
- 『焙煎大蒜』（日本食研）
- 『どキレイダーのテーマ』（Colorio、Epson）
- 『アミノサプリ』（KIRIN Beverage）

## 著書
- 攜子再婚的單程票（與妻子共著・講談社）

## 相關網站
- 佐佐木功的官方網站（页面存档备份，存于）

1. ↑  . Comic Natalie. 2025-02-14  [2025-02-14]. （原始内容存档于2025-02-17） （日语）.